# Ареета
Ареета — район зоби (провінції) Дебуб-Кей-Бахрі, що в Еритреї. Столиця — місто Тійо.

## Населені пункти
- Адайло
- Алас
- Амарті
- Анрата
- Асбагу
- Бадеда
- Белейта
- Гадмаїта
- Гамбед-Буїдж
- Гарбанна
- Дара
- Дарайво
- Дідів
- Дівалу (Діуалу)
- Іллабадан
- Медр (Медер, Мійда)
- Мербаро
- Мора
- Моргада (Саройта)
- Раа
- Саліта-Адаррабера
- Санда
- Сахлі
- Сууа
- Тійо
- Фіріделло
- Халлоль
- Хаура
- Хорена